# Lingot de cuivre

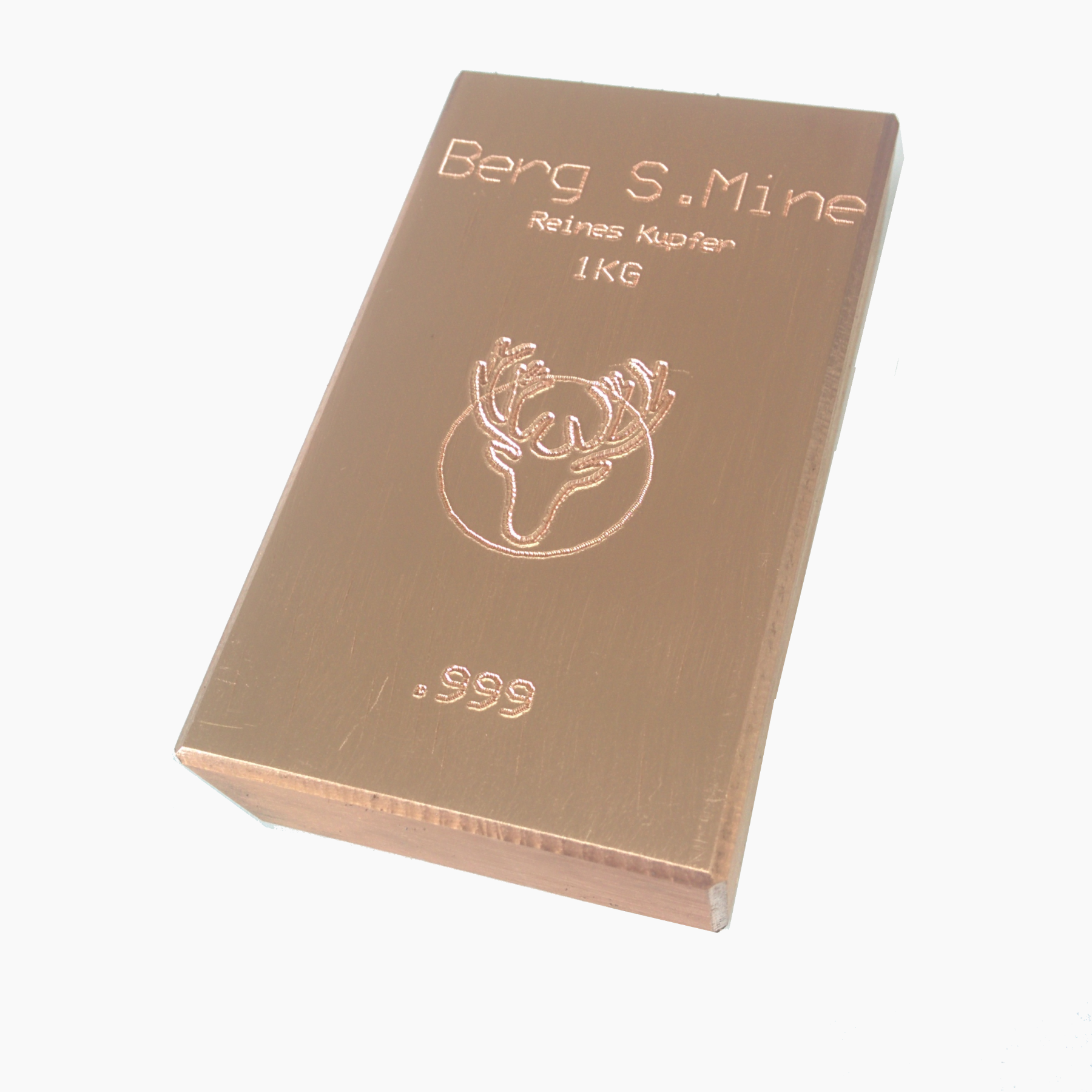
Lingot autrichien de 1 kg (1928)

Le lingot de cuivre est composé à 99,9 % de minerai de cuivre. Les lingots sont fabriqués suivant deux procédés industriels, par coulage ou par extrusion. Les principaux pays producteurs sont les États-Unis et la Suisse.

## Les formats
On les retrouve dans différents modèles et formats :
- modèles standards de 1 kg et 1 livre
- lingotins de 500 g, 250 g, 100 g, 1 livre de troy

## Dans l’antiquité
Les lingots de cuivre sont utilisés comme moyen d’échange et réserve de valeur depuis la haute Antiquité. Dans la Grèce antique le cuivre était appelé l’orichalque. Platon cite ce métal dans Critias « C'était alors le métal le plus précieux après l’or ». Ce métal est au cœur du développement du commerce en Méditerranée, on le retrouve chez les Phéniciens, les Romains, et les Carthaginois.
Il circule sous la forme de lingot et de pièces telle l’as de la Rome antique.
En janvier 2017, des lingots de cuivre du VIe siècle sont découverts dans l’épave d’un navire marchand au large de la Sicile.

## Histoire moderne
On observe un retour régulier des investisseurs vers les matières premières sous forme de lingots durant les périodes de crise économique (cracks boursiers, hyperinflation, tensions politique). Ce phénomène est notamment observé dans les années 1920 et 1930 dans la plupart des pays occidentaux mais surtout en Allemagne sous la république de Weimar. Depuis la crise financière de 2008-2009 on assiste à un retour de cette tendance.
Les nombreux événements qui ont suivi la faillite de la banque Lehman Brothers ont créé de fortes inquiétudes sur l’économie mondiale. La Crise financière chypriote de 2012-2013 puis le Brexit ont poussé des investisseurs à rechercher des valeurs plus stables et moins soumises aux aléas conjoncturels. À ce titre, les lingots de cuivre sont utilisés comme réserve de valeur par des particuliers comme par des États[réf. souhaitée].